# Koberg
Koberg település Németországban, Schleswig-Holstein tartományban. Lakosainak száma 783 fő (2023. december 31.). Koberg Köthel (Lauenburg) és Köthel községekkel határos.

## Népesség
A település népességének változása:
| Lakosok száma | 421  | 774  | 771  | 792  | 802  | 783  |
|               | 1975 | 2017 | 2019 | 2021 | 2022 | 2023 |